# 勒弗特 (阿拉巴馬州)
勒弗特（英語：Levert）是一個位於美國阿拉巴馬州佩里縣的非建制地區。該地的面積和人口皆未知。

## 地理
勒弗特的座標為32°45′33″N 87°14′29″W / 32.75917°N 87.24139°W，而該地的平均海拔高度為50米（即180英尺）。